# 조지 R. R. 마틴
조지 레이먼드 리처드 마틴 (George Raymond Richard Martin 또는 George R. R. Martin 때로는 첫 글자만 따서 GRRM으로 언급되기도 함) (1948년 9월 20일 ~ )은 미국의 시나리오 작가, TV 프로듀서 겸 판타지, 공포, 공상과학 소설작가이다. 전세계적으로 베스트셀러가 된 판타지 연작 장편소설 ‘얼음과 불의 노래’(A Song of Ice and Fire)로 명성을 얻었다. 드라마 영화채널인 HBO가 이를 개작해 드라마 시리즈 '왕좌의 게임'(Game of Thrones)을 제작할 때는 공동제작총지휘자로 또 때로는 작가 겸 연출자로 활동했다. 타임지가 선정한 "2011년 세계에서 가장 영향력 있는 인물 100인"에 이름을 올렸다.

## 약력
조지 레이먼드 리처드(그는 리처드라는 견진성사 이름(Confirmation name)을 13세에 가졌다.) 마틴은 1948년 9월 20일 뉴저지주 베이온(Bayonne)에서 태어났다. 아버지는 부두하역부 일을 하는 레이먼드 콜린스 마틴(Raymond Collins Martin), 어머니는 마거릿 브레이디 마틴(Margaret Brady Martin)이고, 밑으로는 달린(Darleen)과 재닛(Janet)이란 이름의 두 여동생이 있다. 그의 가족들은 베이온 부두 근처의 저소득층을 위한 공영주택단지에서 살았다. 가난했기에 어린 마틴은 공상 속에 빠져 살았고, 자연스레 괴물 이야기를 써서 직접 이웃 아이들에게 무성영화의 변사처럼 재미있게 읽어주는 것으로 푼돈을 벌기 시작했다. 자신의 애완 거북이들이 모여 사는 전설의 왕국에 관한 이야기도 썼다. 장난감 성에 사는 거북이들이 자꾸 죽는 일이 발생하자, 그 죽음의 뒤에는 거북이들간에 서로 죽이려는 ‘사악한 음모’가 있을 거라는 상상에서부터 출발한 이야기이다. 마틴은 메리 제인 도노호 초·중등학교(Mary Jane Donohoe School)를 졸업한 후, 메리스트 고등학교(Marist High School)에 진학했다. 학창시절에 그는 열렬한 만화광이 되어, 마블 코믹스의 슈퍼히어로 만화에 심취했다. 《판타스틱 4》 20호(號)(1961년 11월호)의 독자투고란에는 그가 보낸 편지가 실리기도 했다. 이후 판타스틱 4 32호, 34호, 그 외에도 여러 차례에 걸쳐 그가 사는 뉴저지주 베이온시 동(東)1번가 35번지 주소에서 보내온 편지가 실렸다. 이를 보고 다른 팬들이 그에게 편지를 썼고, 연락을 주고 받으며 마틴은 이제 갓 생기기 시작한 당대의 만화 팬덤에 발을 들이게 되어 이후 팬들이 모여 자발적으로 발간하는 각종 잡지에도 단편소설을 쓰기 시작한다. 그 중 “파워맨 대(對) 블루 베리어”(Powerman vs. The Blue Barrier)라는 초능력 영웅의 이야기로 1965년에는 팬 투표로 수여되는 앨리상(Alley Award)을 수상했다. 이것은 그가 앞으로 자신의 작품으로 받게 될 수많은 상들 중 첫 번째 상이었다.
1970년 마틴은 일리노이주 에번스턴 소재 노스웨스턴 대학교를 최우등으로 졸업하며 언론학 학사학위를 취득했다. 뒤이어 1971년에는 동대학교에서 언론학 석사학위를 취득했다. 베트남전에 반대입장이던 마틴은 징집대상이 되자 양심적 병역거부자 지위를 신청해서 인정받았다. 그 결과 군대에 가는 대신 VISTA(Volunteers in Service to America. 자원봉사를 기반으로 하는 미국정부차원의 빈곤퇴치 프로그램)의 자원봉사자로서 쿡 카운티 소재 무료법률지원협회에 배속되어 2년간(1972-1974) 대체복무를 하게 된다. 북미체스협회(Continental Chess Association)에 소속되어 1973년부터 1976년까지 경기진행감독 일을 맡기도 했다. 그리고 1976년부터 1978년까지 아이오와주 더뷰크 소재 클라크대학교(당시는 클라크단과대학)에서 영문학과 언론학 강사로 일했고 1978년부터 1979년까지는 동대학에서 초빙작가로 있었다.
마틴이 처음으로 직업적으로 돈을 받고 공상과학 단편소설을 판 것은 21세가 되던 해인 1970년이다. ‘영웅’이란 제목의 이 작품은 갤럭시라는 잡지에 팔려서 1971년 2월호에 실렸다. 곧이어 그의 다른 작품들도 그 뒤를 이었다. 그가 쓴 소설 중 휴고상과 네뷸러상 수상후보에 오른 첫 작품은 1973년 아날로그지(誌)(Analog magazine)에 실린 ‘With Morning Comes Mistfall’(아침이 오면 안개가 내린다)이다. 미국SF판타지작가협회(SFWA) 회원이기도 한 마틴은 1977년부터 1979년까지는 동(同)협회의 남서부지역 지부장을 지냈고, 1996년부터 1998년까지는 부회장을 역임했다.
1976년 캔자스 시에서 개최된 제34회 세계SF컨벤션(World Science Fiction Convention, 약칭하여 Worldcon 이라고도 함)에서, 마틴과 그의 친구이자 동료작가 겸 편집인인 가드너 도즈와가 함께 ‘휴고상 수상실패자 파티’라는 아이디어를 냈고 실제로 첫 모임을 주도했다. 이 파티는 휴고상 후보에는 올랐지만 수상에는 실패한 역대 모든 작가와 그 친구들, 가족들을 위해 컨벤션 기간 휴고상 수상식 다음날 저녁에 개최되었다. 마틴은 단편소설 ‘…and Seven Times Never Kill Man’과 리사 터틀(Lisa Tuttle)과 공동집필한 중편소설 ‘The Storms of Windhaven’으로 그 해 휴고상 두 개 부문에 후보로 올랐지만 두 개 부문 다 수상에는 실패했다. 휴고상 수상실패자 파티는 이후 세계SF컨벤션의 고정 행사의 하나가 되었고, 그 규모와 명성이 커져감에 따라 공식명칭도 좀더 점잔은 것으로 바뀌었다.
마틴은 주로 판타지나 공포 장르 이야기를 쓰는 편이지만, 그의 초기 몇몇 작품은 막연하게 그려진 미래역사를 배경으로 한 공상과학 장르 이야기이다. ‘Night of the Vampyres’라는 정치군사소설을 쓰기도 했는데, 이 작품은 해리 터틀도브가 편집 발간한 ‘20세기 최고의 군사SF소설’(The Best Military Science Fiction of the 20th Century) 선집에 포함되었다.
마틴은 자신의 네 번째 책인 《아마겟돈 래그》(‘The Armageddon Rag’, 1983년 작)가 예상치 못하게도 상업적으로 실패함에 따라 ‘당시 소설가로서의 내 경력이 완전히 망가져 버렸다’라고 회고했다. 그러나 이것이 그가 TV 방송업계에 발을 들여놓는 계기가 된다. 방송 제작자인 필립 드 게레(Philip De Guerre)가 이 책의 영화 판권을 사들인 게 인연이 되어 이후 1985년 CBS 방송의 《환상특급》(Twilight Zone)을 제작할 때 마틴을 정식작가(staff writer)로 채용했고, 여기서 실력을 인정받은 마틴은 구성편집자(story editor), 수석구성편집자(executive story editor)로 차례로 직위가 올라갔다. ‘환상특급’이 종료되자, 마틴을 포함해 그와 함께 일한 정식작가진들은 이미 방송 중이던 풍자적 공상과학 TV 시리즈 ‘맥스 헤드룸’(Max Headroom)에 합류했다. 여기서 그는 대본을 쓰고, 극중인물인 페드 싱(Ped Xing), 네트워크 23의 최대 후원기업 직잭사(Zic Zak corporation) 회장, 캐릭터를 만들어냈다. 그러나 ABC방송이 맥스 헤드룸 시즌2 방영도중 시청률 등의 이유로 방송중단 결정을 하는 바람에 마틴이 쓴 대본은 제작되지 못했다. 이후 그는 CBS방송의 판타지 드라마 시리즈 《미녀와 야수》(Beauty and the Beast)의 제작자로 참여했고, 1989년 동 시리즈의 시즌3에서는 제작감독(Supervising Producer)으로 이름을 올렸다. 같은 기간 그는 여러 작가가 하나의 공통된 세계관을 중심으로 집필한 공상과학 시리즈 소설 《와일드 카드》(Wild Cards)에도 편집인으로 참여했다. 《와일드 카드》는 현재진행형인 시리즈로, 2차세계대전 후 외계 바이러스가 유출되면서 인류의 90%가 사망하고, 생존자의 대부분이 유전자 변형으로 '조커'라는 돌연변이체가 되고 나머지 극소수가 '에이스'라는 초능력자가 된다는 설정을 바탕으로 한 이야기이다. 이 시리즈물에서 마틴이 직접 쓴 이야기들에는 토머스 터드버리(Thomas Tudbury)라는 에이스가 주인공으로 자주 등장한다. ‘위대하고 강력한 거북이’라고도 불린 그는 강력한 염력자(psychokinesis)로서, 군함에서 나온 철판을 덧댄 폭스바겐 비틀 차량을 염력으로 공중에 띄워 이를 마치 거북이의 등껍질처럼 자신을 방어하고 숨기는 데 사용한다. 2013년 6월 기준으로, 와일드 카드 시리즈는 21권까지 발간되었다. 2011년 마틴은 시리즈의 22번째 책인 ‘Low Ball’에 대한 계약을 체결했고, 이 책은 현재 완료되어서 2014년 한여름쯤에 토르북스(Tor Books) 출판사를 통해 출간될 예정이다. 2012년 초 마틴은 와일드 카드 시리즈의 23권 ‘High Stakes’에 대한 계약도 토르북스와 체결했다.
마틴의 중편소설 〈나이트플라이어〉가 1987년에 동명의 극장용 영화로 만들어졌다. 그는 영화대본으로 개작할 때 적은 예산에 맞추기 위해 원작의 주요 설정들을 잘라내야만 했던 것에 대해 아쉬워했다.

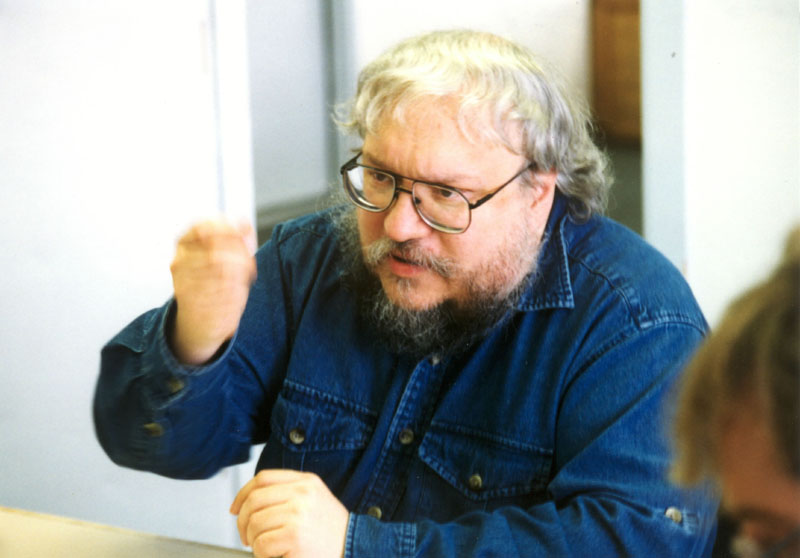
작가 지망생 워크숍에서 강의, 1998년.

### 얼음과 불의 노래
1991년 잠시동안 마틴은 본업인 소설가로 돌아가서 소설쓰기 작업을 시작하는데, 나중에 서사 판타지 시리즈 《얼음과 불의 노래》(전해지는 얘기로는, 그의 이 작품은 장미 전쟁과 월터 스콧 경의 소설 《아이반호》에서 영감을 받아 쓴 것이라고 한다)로 알려질 작품은 바로 이때 시작된 것이다. 이 시리즈는 총7권으로 종결될 예정이다. 시리즈의 1권 《왕좌의 게임》은 1996년 첫 출간되었다. 2005년 11월, 시리즈의 4권 ‘까마귀의 향연’이 뉴욕 타임스 베스트셀러 1위의 자리에 올랐고, 월스트리트 저널 베스트셀러 목록에서도 1위를 차지했다. 또한 2006년 《까마귀의 향연》은 퀼상(Quill Award), 영국 판타지 문학상(British Fantasy Award) 그리고 휴고상에 수상후보작으로 이름을 올렸다. 시리즈의 제5권 《드래곤과의 춤》은 2011년 7월에 발간되자마자 뉴욕 타임스 베스트셀러 목록 1위를 차지하는 등 전세계적인 베스트셀러가 되었다. 이후 1년이 넘는 기간 동안 뉴욕타임스 목록에 자리를 차지하고 있었다. 《얼음과 불의 노래》 시리즈는 다른 작가, 일반 독자, 그리고 평론가 모두로부터 호평을 받았다. 2012년 《드래곤과의 춤》은 공상과학과 판타지 소설에 수여되는 휴고상, 세계 판타지 문학상(World Fantasy Award), 로커스상, 그리고 영국 판타지 문학상(British Fantasy Award) 모두에 최종 수상작을 가리기 위한 결선투표에까지 진출했다. 그 결과, 로커스상의 최고 판타지 소설상(Locus Award for Best Fantasy Novel) 수상작으로 선정됐다.

### HBO 시리즈 제작
《드래곤과의 춤》의 출간과 그 외 다른 프로젝트들을 마무리 하는 동안, 마틴은 《얼음과 불의 노래》를 원작으로 해서 그 제1권의 제목을 따온 TV 시리즈 《왕좌의 게임》의 제작에도 깊숙이 관여하게 된다. 제작팀 선정과 대본 집필에 참여하는 것도 그에게 맡겨진 일이었다. ‘왕좌의 게임’ 오프닝 크레딧에는 그를 제작총지휘자(executive producer)로 소개하고 있다.
2007년 HBO 프로덕션이 시리즈 전체에 대한 TV 판권을 구매했고, 2011년 4월 17일 자사의 미국 내 유료 케이블 채널을 통해 《왕좌의 게임》이라는 제목으로 방영을 시작했다. 일주일에 한 회씩 총 10회분이고, 회당 약 1시간 분량이다. 첫 회가 방영된 후 시즌 2도 제작하기로 결정하였다. 시즌1은 에미상 13개 부문에 후보로 올랐고, 결국 최종 수상한 것은 2개 부문인데, 하나는 메인 타이틀 디자인상(Emmy Award for Outstanding Main Title Design)이고 다른 하나는 티리온 라니스터 역의 피터 딩클리지가 받은 남우조연상(Emmy Award for Outstanding Supporting Actor)이다. 제2권 《왕들의 전쟁》에 바탕을 두고 10회짜리로 만들어진 시즌2는 미국에서 2012년 4월 1일 HBO를 통해 방송을 타기 시작했다. 시즌2는 딘클리지가 다시 한번 남우조연상 후보로 지명된 것을 포함해서 총 12개 부문의 에미상 후보로 올랐다. 그 중 방송기술 부문과 관련된 6개 에미상을 수상하는 성과를 냈다. ‘10회 분량의 시즌1도 2012년 휴고상 수상후보작으로 지명되었다. 결국 2012년 시카고에서 열린 제70회 세계SF컨벤션에서 다른 후보작들을 물리치고 휴고상 장편 드라마 부문 수상작으로 선정되었다.

## 주요 테마

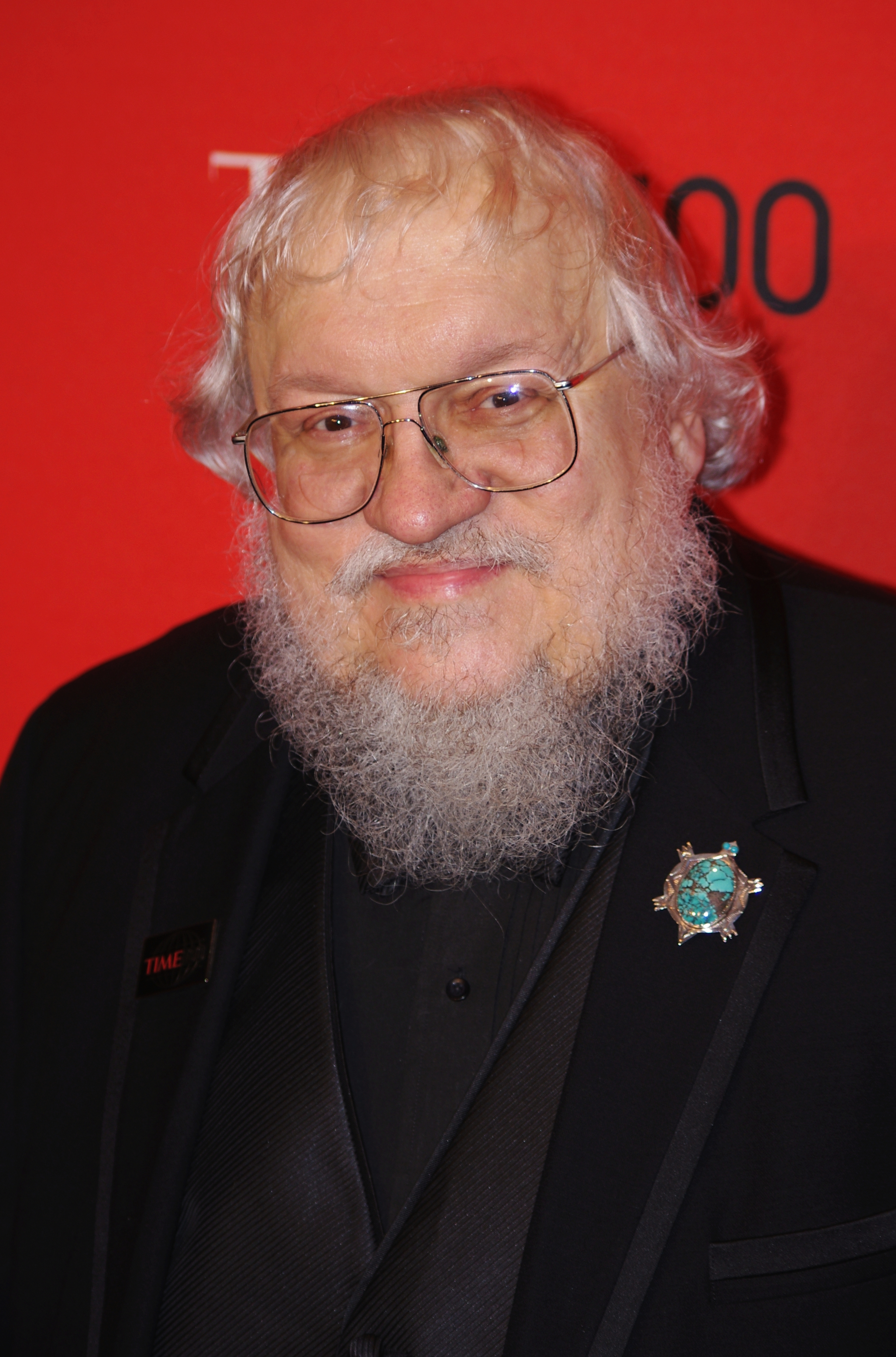
2011년 타임 100 갈라 행사에서의 모습.

마틴의 작품에 대해, LA 타임스는 ‘복잡한 스토리 라인, 매혹적인 등장인물, 훌륭한 대화체, 완벽한 이야기 진행’을 갖췄다고 평했고, 뉴욕 타임스는 ‘어른을 위한 판타지’라고 칭했으며, 타임지는 그의 작품에 대해 ‘어둡고 시니컬’하다고 했다. 그의 첫 장편소설인 ‘Dying of the Light’(1977년)에 흐르는 지배적인 정서가 이후 발표된 몇몇 작품에서도 지속적으로 나타나는 것을 볼 수 있다. 이 소설은 태양궤도로부터 이탈함에 따라 서서히 생명체가 살 수 없는 곳으로 변해가는 버려진 행성을 무대로 한다. 우울감이 진하게 배어있는 이야기이다. 등장인물들은 종종 불행한 모습이거나 또는, 냉혹한 세상에서 이상주의에 매달림으로써, 불만족한 모습으로 그려진다. 다수의 등장인물들에게서 비극의 주인공 같은 요소를 발견할 수 있다. 도서평론가 ‘T. M. 와그너(T. M. Wagner)는 ‘과도한 비극에 경도되어 셰익스피어적인 면이 마틴에게도 있음은 부정할 수 없다’라고 쓰고 있다.
‘얼음과 불의 노래’ 전반에 흐르는 음울함은 일부 독자에게는 거부감을 일으킬 수 있다. Inchoatus Group은 ‘이런 행복의 결여가 거슬린다거나 좀 더 긍정적인 것을 읽기 원한다면, 다른 책을 보기를 권한다’라고 썼다. 그러나 많은 팬들에게는 바로 이런 정도의 ‘사실성’과 ‘완전성’이야말로 – 등장인물들의 결점과 도덕적/윤리적 모호성과 이야기의 비극적 급변을 포함 – 마틴의 작품을 매력적이게 하는 요인이고 극도로 잔인함에도 불구하고 이야기 전개 하나하나에 눈을 떼지 못하고 쫓아가게 만드는 요인이다. TM 와그너가 명쾌하게 지적하고 있듯이, “여기에는 엄청난 비극이 있지만 즐거움과 유머 또한 있고 약자에게조차 영웅적 면모가 그리고 악당들에게조차 고귀함이 있다. 그리고 때로는 어쨌든 작게나마 정의가 실현되는 때도 있다. 작가가 자신의 이야기에 인간애를 이만큼이나 담아낼 수 있다는 것은 대단한 재능이다.”
마틴이 그려내는 등장인물들은 다면적이어서, 각각이 놀라울 만큼 복잡하게 얽힌 과거, 포부, 야망을 갖고 있다. 퍼블리셔스 위클리는 시리즈의 제3권 《검의 폭풍》에 대해 ‘대너리스(Daenerys), 아리아(Arya), 킹슬레이어(Kingslayer) 같은 등장인물의 복잡성으로 인해 독자는 이 두꺼운 책을 다 읽기 전에는 손에서 책을 놓을 수가 없다. 작가가, 마치 J. R. R. 톨킨이나 로버트 조단처럼, 독자로 하여금 등장인물들의 운명에 대해 염려하도록 만들기 때문이다.”라고 쓰고 있다. 그 어떤 등장인물에게도 비현실적인 행운의 연속 따위는 없다. 그래서 주요인물이든 주변인물이든, 독자가 얼마나 애착을 갖고 있는지 가리지 않고 누구에게나 불운, 부상 그리고 죽음(죽은 줄 알았으나 나중에 살아 있는 경우도 있음)이 닥칠 수 있다. 마틴은 자신의 주요 등장인물을 죽게 하는 경향에 대해, 이야기의 깊이를 더하기 위해 필요했다고 설명했다. ‘… 제 등장인물이 위험에 처했을 때, 저는 독자들이 페이지 넘기기를 두려워했으면 좋겠어요. 소설을 읽을 때는 처음부터 진지하게 임할 필요가 있거든요.’
마틴이 자신의 작품이 여타의 작품들과 구별되는 특징으로 늘 강조하는 것은, 현대의 판타지 작품들이 주로 비판받는 마법에 대한 과도한 의존과 단순한 ’선과 악의 이분법적 대립구조’를 벗어나 리얼리즘과 실제 같은 사회적 동역학을 갖추고 있다는 점이다. 특히, 마틴의 작품은 흔한 ‘영웅적 기사와 기사도’ 도식에서 완전히 벗어나 있다. 이런 도식적 구조는 마틴이 칭송하고 그 자신 영감을 받기도 한 J. R. R. 톨킨의 반지의 제왕 시리즈에서 유래하여 이후 판타지 장르의 중심축이 되어왔던 것이다. 그러나, 그는 톨킨을 모방하는 아류작가들이 톨킨의 주제와 문학적 장치들을 지나치게 단순화하는 것을 두고 ‘디즈니랜드판 중세시대’라는 익살스런 표현을 써가며 비평했다. 중세와 현대 사회의 주요한 차이점, 특히 사회 구조, 삶의 방식, 그리고 정치제도에 있어서의 차이점들을 곡해하거나 무시하기까지 하는 것을 꼬집은 것이다. (마틴의 작품들이 점점 유명세를 더해감에 따라 때때로 문학 비평가들이 그를 ‘미국의 톨킨’이라 칭한다는 것은 아이러니이다.) 작가 마틴은 자신의 작품이 역사소설이라는 토대 위에 세워지도록 하는 것을 중요시한다. 그럼으로써 현 시대와는 현저히 다른 중세시대의 중요 사회적 및 정치적 요소들을 끄집어 내도록 자연스럽게 유도하는 것이다. 여러 세대에 걸친 엄격하고 또 종종 잔인하도록 숙명적 성격의 봉건사회의 계급적 신분제도가 그 중 하나인데, 이런 것들은 판타지 작품에서 간과되는 경우가 많다. ‘얼음과 불의 노래’ 시리즈가 속한 판타지라는 장르가 마법과 초현실적인 것을 중심축으로 하는 것이긴 하지만, 마틴은 마법 자체를 이야기의 중심으로 삼아 일거에 대반전을 일으키도록 하지 않고 단지 이야기를 이끌어 가는 많은 요소들 중 하나로서만 위치시켜 두고자 했다. 그가 궁극적으로 목표했던 것은 인간의 조건을 규정하는 내적 갈등을 탐구하는 것이다. 그는, 윌리엄 포크너의 말에서 영감을 받아, 인간의 내적 갈등이야말로 어떤 장르의 문학이든 그것을 읽을 유일한 이유라고 말하기도 했다.
얼음과 불의 노래 시리즈는 작가 마틴이 자신과 독자들의 눈 앞에 펼쳐놓는 길고도 굽이굽이 이어지는 등장인물들의 이야기이므로 주요 테마는 다면적이고 다층적일 수밖에 없다. 여기에는 이상주의와 의무 간의 선택의 문제, 사랑이냐 가족이냐의 선택의 문제, 가족을 보호하기 위해 (또는 가족 내에서 자신의 입지를 강화하기 위해) 할 수 있는 한도, 각기 다른 수준의 사회적 책무간의 충돌, 왜 사람들은 악의 구렁텅이에 빠지게 되는가, 속죄의 본질, 현실정치에 순응할 것인가 아니면 ‘정도를 걸을 것’인가, 정치적 행위와 그에 따르는 결과의 윤리성, 전쟁의 참상, 각기 다른 사회적 계급의 구성원들이 성공적으로 (또는 성공적이지 못하게) 예로부터의 봉건적 계급 구조를 이동해가는 방식들, 그리고 종교의 의미와 경쟁관계에 있는 여러 대체 종교들의 공통된 믿음 등이 포함된다.
그의 단편소설에서 주요 테마와 탐구영역은 외로움, 관계, 비극적 운명의 사랑, 이상주의, 낭만주의, 그리고 가혹한 진실과 달콤한 거짓 간의 선택의 문제 등을 망라한다. 이 중 많은 것들이 그의 대표작에도 나타나지만, 대부분은 그의 단편작에서 더 많고 더 두드러진다.

## 팬들과의 관계

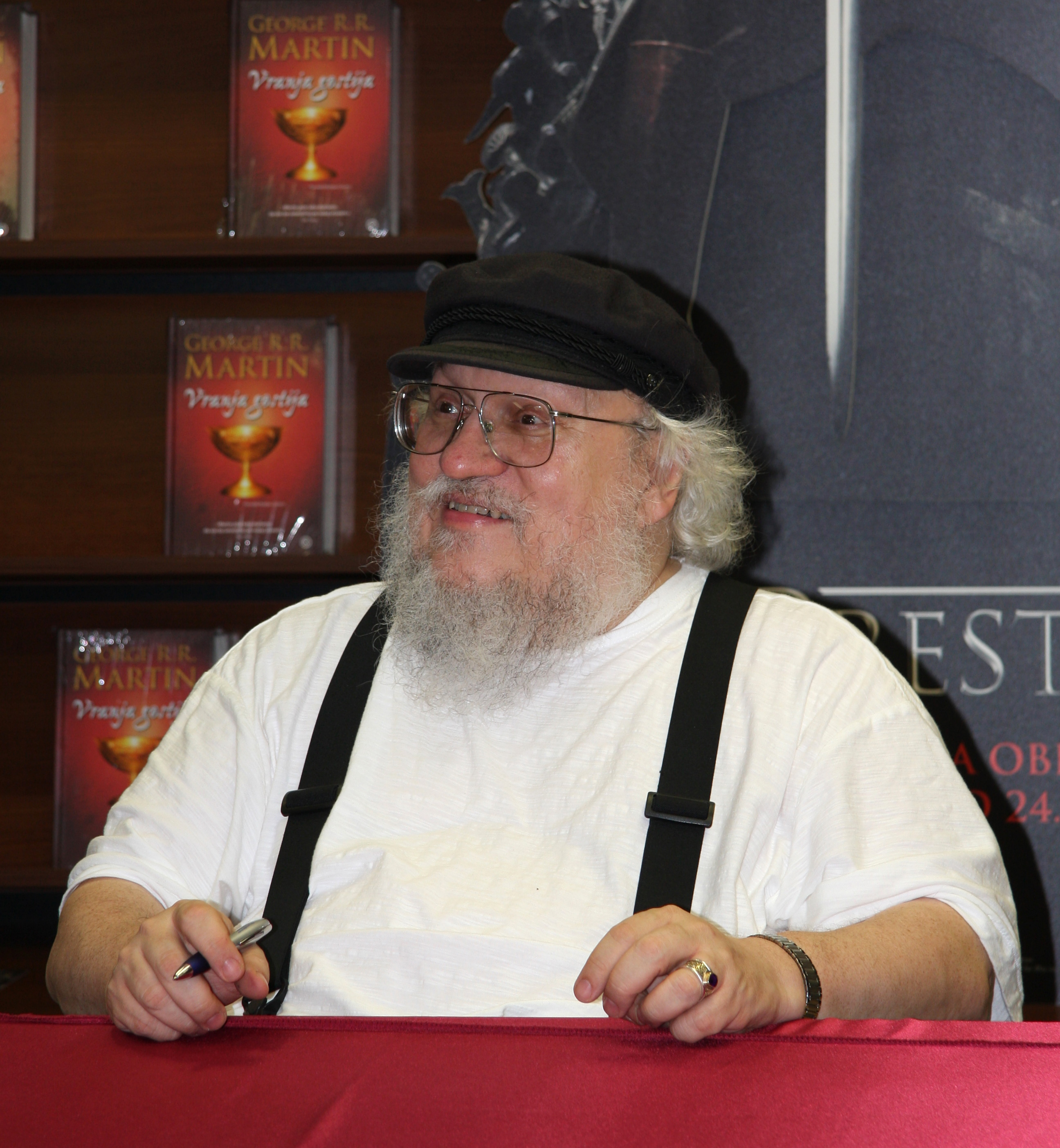
슬로베니아 류블랴나 시의 한 서점에서 사인행사 중 (2011년 6월)

마틴이 수십 년 동안 여러 SF컨벤션과 만화컨벤션에 정기적으로 참석해 온 것과 자신의 팬들과 가까이 지내는 것은 잘 알려진 사실이다. 1980년대 초 비평가 겸 작가 토머스 디시는 세계SF컨벤션에서 매년 정기적으로 모이는 일군의 작가들을 ‘노동절 그룹’(Labor Day Group)이라 칭하면서 마틴을 그 일원으로 열거했는데, 이는 세계SF컨벤션이 주로 노동절 주말경에 개최되기 때문이다. 1970년대 초부터 마틴은 몇몇 지역SF컨벤션에도 참석해오고 있고, 1986년 이래 자신의 뉴멕시코주 자택 인근의 앨버커키시에서 열리는 좀더 규모가 작은 지역컨벤션에도 매년 참가하고 있다.
마틴의 공식 팬클럽 이름은 ‘깃발없는 형제단’(Brotherhood Without Banners)이고, ‘얼음과 불의 노래’ 시리즈를 주제로 하는 웹사이트 westeros.org의 포럼에 팬클럽의 정식 게시판이 있다. 매년 세계SF컨벤션에서 ‘깃발없는 형제단’은 대형 컨벤션 접객실을 운영하여 컨벤션 참가자 누구나 이용할 수 있도록 해놨는데, 마틴의 팬클럽이 운영하는 이 접객실이 인기투표로 선정하는 최고 파티상을 수상하는 경우가 많다.
일부 독자들은 ‘얼음과 불의 노래’ 시리즈의 각 권이 지나치게 긴 시간적 간격을 두고 발간되는 데 대해 마틴을 비난하기도 했다. 제4권 《까마귀의 향연》(2005) 이후 제5권 《드래곤과의 춤》(2011)이 발간되기까지 6년이라는 기간이 걸렸을 때 특히 그랬다. 그는 2010년 이러한 비난에 대해 자신은 얼음과 불의 노래 시리즈만 집필하고 싶지는 않았다면서, 다른 글도 쓰고 다른 책 편찬작업도 항상 병행해 왔다고 말했다.
마틴은 팬 픽션에 대해 매우 부정적인 입장이다. 저작권 위반이라는 점과 밑그림이 그려진 위에 색칠만 해서는 화가가 될 수 없는 것처럼 남이 창조해 놓은 세계를 소재로 팬 픽션을 쓰는 것이 작가지망생에게도 전혀 도움이 되지 않는다는 점을 들고 있다.

## 사생활
1970년대 초 마틴은 동료 SF/판타지 작가 리사 터틀(Lisa Tuttle)과 교제했고, 그녀와는 ‘Windhaven’을 공동집필하기도 했다.
동부지역 SF컨벤션에 참가하는 동안 첫 번째 아내인 게일 버닉(Gale Burnick)을 만나 1975년 결혼했지만 1979년 이혼했다. 둘 사이에 자녀는 없었다.
1979년 이래 마틴은 뉴멕시코주 센타페이 시에 거주하고 있다. 2013년 그는 샌타페이시에 있는 장 콕토 극장(Jean Cocteau Cinema)를 매입했다. 2006년 문을 닫기 전까지는 샌타페이시의 명소이던 이 극장을 매입한 것은 다목적 극장으로 복원시켜 정상 운영하기 위함이라고 한다.
2011년 2월 15일, 오랜 세월 연인관계를 유지해오던 패리스 맥브라이드(Parris McBride)와 샌타페이 자택에서 간소하게 결혼식을 올렸다. 결혼식에서 둘은 인근지역 장인이 맞춤제작한 켈트풍 결혼 반지를 교환했고, 가까이 사는 친구들이 참석해서 축하해 주었다. 2011년 8월 19일, 두 사람은 네바다주 리노(Reno)시에서 개최된 제69회 세계SF컨벤션에서 판타지와 SF 분야에 종사하는 훨씬 많은 친구들을 불러놓고 더 성대한 결혼식과 피로연을 가졌다.
마틴은 "Not A Blog"라는 제목으로 자신의 블로그를 운영하고 있고 이 곳에 일과 그 외 온갖 종류의 다양한 주제에 관해 글을 쓰고 있다. 정치와 미식축구도 그 중 한가지이다. 평생 민주당 지지자인 그는 구글 초청강연(Authors@Google)에서 가진 인터뷰를 통해 지미 카터 전 대통령에 대해 ‘내 평생 동안의 역대 대통령 중에 단연 최고였다’고 의견을 피력하기도 했다. 최근에는 버락 오바마에 대해 존경을 표시하기도 했고, 공화당측의 투표 억제(voter suppression) 시도에 대해서는 ‘결속된 남부’(Solid South) 시기에 민주당 정치인들이 보여준 행태에 빗대면서 비난했다. 그러면서 마틴 자신이 젊은 시절 보았던, 평등한 투표권을 옹호하던 공화당 정치인들이 보수주의 운동을 위한 훨씬 더 나은 롤모델이라고 하면서, 젊은 시절 존경했던 공화당 소속 정치인으로 에버렛 더크슨, 헨리 캐봇 로지 Jr.(Henry Cabot Lodge Jr.), 클리퍼드 케이스(Clifford Case), 윌리엄 스크랜턴과 배리 골드워터 등을 꼽기도 했다. 마틴은 평생 동안 뉴욕 제츠와 뉴욕 자이언츠 두 미식축구 팀의 열렬한 팬이다. 누군가 그의 블로그 글들을 조지 R. R. 마틴 페이스북 페이지에 재게시하기도 했는데, 마틴 자신은 페이스북에 가입한 적도 없고 페이스북의 글을 읽은 적도 없다고 한다. 그리고 트위터도 사용하지 않는다.
마틴은 여가시간에 다양한 주제에 관해 왕성하게 독서를 하고, 중세풍의 미니어처를 수집하기도 하고, 미식축구 시즌이 되면 TV로 중계방송을 보고, SF,판타지, 공포 소설을 읽고 수집하고, 수집한 많은 만화책들을 고이 소장하며 지내고 있다. 그의 소장품 중에는 마블 코믹스의 전성기 시절에 발간된 《스파이더맨》과 《판타스틱 4》 시리즈의 제1권도 있다.
그와 그의 아내 패리스는 뉴멕시코에 소재하는 야생 늑대를 위한 안식처(Wild Spirit Wolf Sanctuary)라는 늑대 구조 및 보호 단체를 후원하고 있다. 자신의 책에서뿐만 아니라 후원금모금을 통해서도 늑대에 대한 애정을 보여주고 있다.
자신의 종교적 견해에 대한 질문을 받고는 다음과 같이 대답했다. "저는 성당에 거의 가지 않는 가톨릭 신자입니다. 다른 사람 눈에는 무신론자 혹은 불가지론자로 보일 수도 있겠지요. 저는 종교와 영성(靈性)은 매혹적인 것이라 생각합니다. 이승이 끝이 아니라 저 너머에 뭔가 더 있을 거라고 믿고 싶어요. 하지만 이성적인 측면의 나는 전혀 이해할 수 없는 것이기에 납득이 안 되더군요. J. R. R. 톨킨이 빼버린 것이 바로 이 부분이지요. 반지의 제왕 세계에는 성직자는 없어요. 그러니 당연히 사원도 없고요. 숭배한다는 것 자체가 없지요."

## 저서 목록

### 작가
| #  | 제목                                    | 발표연도                    | 장르                   | 참고사항                               |
| -- | --------------------------------------- | --------------------------- | ---------------------- | -------------------------------------- |
| 1  | A Song for Lya                          | 1976                        | Short story collection |                                        |
| 2  | Dying of the Light                      | 1977                        | Novel                  |                                        |
| 3  | Songs of Stars and Shadows              | 1977                        | Short story collection |                                        |
| 4  | Windhaven                               | 1981                        | Novel                  | with Lisa Tuttle                       |
| 5  | Sandkings                               | 1981                        | Short story collection |                                        |
| 6  | 피버 드림                               | 1982                        | Novel                  |                                        |
| 7  | Songs the Dead Men Sing                 | 1983                        | Short story collection |                                        |
| 8  | The Armageddon Rag                      | 1983                        | Novel                  |                                        |
| 9  | 나이트플라이어                          | 1985                        | Short story collection |                                        |
| 10 | Tuf Voyaging                            | 1986                        | Fix-up novel           |                                        |
| 11 | Portraits of His Children               | 1987                        | Short story collection |                                        |
| 12 | 왕좌의 게임                             | 1996                        | Novel                  | 얼음과 불의 노래 제1권                 |
| 13 | 왕들의 전쟁                             | 1998                        | Novel                  | 얼음과 불의 노래 제2권                 |
| 14 | The Hedge Knight                        | 1998                        | Novella                | Tales of Dunk and Egg, Part 1          |
| 15 | 성검의 폭풍                             | 2000                        | Novel                  | 얼음과 불의 노래 제3권                 |
| 16 | Quartet                                 | 2001                        | Short story collection |                                        |
| 17 | GRRM: A RRetrospective (aka Dreamsongs) | 2003                        | Short story collection |                                        |
| 18 | The Sworn Sword                         | 2003                        | Novella                | Tales of Dunk and Egg, Part 2          |
| 19 | 까마귀의 향연                           | 2005                        | Novel                  | 얼음과 불의 노래 제4권                 |
| 20 | Hunter's Run                            | 2007                        | Novel                  | with Gardner Dozois and Daniel Abraham |
| 21 | The Mystery Knight                      | 2010                        | Novella                | Tales of Dunk and Egg, Part 3          |
| 22 | 드래곤과의 춤                           | 2011                        | Novel                  | 얼음과 불의 노래, 제5권                |
| 23 | The Princess and the Queen              | Forthcoming (December 2013) | Novella                | 얼음과 불의 노래 공식 프리퀄           |
| 24 | The Winds of Winter                     | Forthcoming                 | Novel                  | 얼음과 불의 노래 제6권                 |
| 25 | A Dream of Spring                       | Forthcoming                 | Novel                  | 얼음과 불의 노래 제7권                 |

### 텔레비전
- The Twilight Zone
  - The Last Defender of Camelot (1986) – writer (teleplay)
  - The Once and Future King (1986) – writer (teleplay), story editor
  - A Saucer of Loneliness (1986) – story editor
  - Lost and Found (1986) – writer (teleplay), from a published short story by Phyllis Eisenstein
  - The Girl I Married (1987) - story editor
  - The World Next Door (1989) – story editor
  - The Toys of Caliban (1986) – writer (teleplay), from an unpublished short story by Terry Matz
  - The Road Less Traveled (1986) – writer (story and teleplay), story editor
- Beauty and the Beast
  - Terrible Saviour (1987) – writer
  - Masques (1987) – writer
  - Shades of Grey (1988) – writer
  - Promises of Someday (1988) – writer
  - Fever (1988) – writer
  - Ozymandias (1988) – writer
  - Dead of Winter (1988) – writer
  - Brothers (1989) – writer
  - When the Blue Bird Sings' (1989) – writer (teleplay)
  - A Kingdom by the Sea (1989) – writer
  - What Rough Beast (1989) – writer (story)
  - Ceremony of Innocence (1989) – writer
  - Snow (1989) – writer
  - Beggar's Comet (1990) – writer
  - Invictus (1990) – writer
- The Outer Limits (1995 TV Series)
  - The Sandkings (1995) - writer (story)
- Doorways (1993, unreleased pilot) – writer, producer, creator; (IDW Publishing issued the pilot's storyline as a graphic novel miniseries in 2010)[12]
- Game of Thrones
  - The Pointy End – writer (teleplay, 1st season)
  - Blackwater – writer (teleplay, 2nd season)
  - The Bear and the Maiden Fair – writer (teleplay, 3rd season)

### 편집자
- New Voices in Science Fiction (1977: new stories by the John W. Campbell Award winners)
- New Voices in Science Fiction 2 (1979: more new stories by the John W. Campbell Award winners)
- New Voices in Science Fiction 3 (1980: more new stories by the John W. Campbell Award winners)
- New Voices in Science Fiction 4 (1981: more new stories by the John W. Campbell Award winners)
- The Science Fiction Weight Loss Book (1983) edited with Isaac Asimov and Martin H. Greenberg ("Stories by the great science fiction writers on fat, thin, and everything in between")
- The John W. Campbell Awards, Volume 5 (1984, continuation of the New Voices in Science Fiction series)
- Night Visions 3 (1986)

#### 《와일드 카드》(Wild Cards) 시리즈 편집자 (또한 많은 양에 기고자)
- Wild Cards (1987; contents expanded in 2010 edition with three new stories/authors)
- Wild Cards II: Aces High (1987)
- Wild Cards III: Jokers Wild (1987)
- Wild Cards IV: Aces Abroad (1988)
- Wild Cards V: Down & Dirty (1988)
- Wild Cards VI: Ace in the Hole (1990)
- Wild Cards VII: Dead Man's Hand (1990)
- Wild Cards VIII: One-Eyed Jacks (1991)
- Wild Cards IX: Jokertown Shuffle (1991)
- Wild Cards X: Double Solitaire (1992)
- Wild Cards XI: Dealer's Choice (1992)
- Wild Cards XII: Turn of the Cards (1993)
- Wild Cards: Card Sharks (1993; Book I of a New Cycle trilogy)
- Wild Cards: Marked Cards (1994; Book II of a New Cycle trilogy)
- Wild Cards: Black Trump (1995; Book III of a New Cycle trilogy)
- Wild Cards: Deuces Down (2002)
- Wild Cards: Death Draws Five (2006; solo novel by John J. Miller)
- Wild Cards: Inside Straight (2008; Book I of the Committee triad)
- Wild Cards: Busted Flush (2008; Book II of the Committee triad)
- Wild Cards: Suicide Kings (2009; Book III of the Committee triad)
- Wild Cards: Fort Freak (2011)
- Wild Cards: Lowball (delivered; forthcoming summer 2014; sequel to Fort Freak)
- Wild Cards: High Stakes (announced; forthcoming)[13]

#### Cross-genre anthologies edited (Gardner Dozois와 함께)
- Songs of the Dying Earth (2009; a tribute anthology to Jack Vance´s seminal Dying Earth series, first published by Subterranean Press)
- Warriors (2010; a massive, cross-genre anthology featuring stories about war and warriors; winner of the 2011 Locus Poll Award for Best Original Anthology)
- Songs of Love and Death (2010; a cross-genre anthology featuring stories of romance in fantasy and science fiction settings, originally entitled Star Crossed Lovers)
- Down These Strange Streets (2011; a cross-genre anthology that blends classic detective stories with fantasy and science fiction)
- Old Mars (delivered and awaiting publication in October 2013; an anthology featuring new, retro-themed Mars science fiction stories)[14]
- Dangerous Women (delivered and awaiting 2013 publication; a huge cross-genre anthology focusing on women warriors and strong female characters, originally titled Femmes Fatales)[15]
- Rogues (delivered and awaiting 2014 publication; a cross-genre anthology featuring new stories about assorted rogues)[14]
- Old Venus (delivered and awaiting publication; an anthology of new, retro-themed Venus science fiction stories)[14]

## 수상 이력
- ‘A Song for Lya’ 1975년 휴고상 최우수 중편상 수상
- ‘Sandkings’ 1980년 휴고상 최우수 단편상과 네뷸러상 최우수 단편상 수상(이 두 상을 동시 수상한 마틴의 유일한 작품)
- ‘The Way of Cross and Dragon’ 1980년 휴고상 최우수 단편상 수상
- ‘Portraits of His Children’ 1986년 네뷸러상 최우수 중편상 수상
- ‘The Pear-Shaped Man’ 1988년 브램 스토커상(Bram Stoker Award) 장편소설상 수상
- ‘The Skin Trade’ 1989년 세계 판타지상(World Fantasy Award) 최우수 중편상 수상
- ‘Blood of the Dragon’ 1997년 휴고상 최우수 중편상 수상
- ‘왕좌의 게임’ 2003년 스페인의 프리미오 이그노투스상(Premio Ignotus) 최우수 외국 소설상 수상
- ‘왕들의 전쟁’ 2004년 스페인의 프리미오 이그노투스상 최우수 외국 소설상 수상
- ‘까마귀의 향연’ 2006년 퀼상(Quill Award)과 영국 판타지상(British Fantasy Award) 수상 후보작으로 지명
- 《검의 폭풍》 2003년 로커스상 최우수 판타지 소설상 수상. 2006년 프리미오 이그노투스상 최우수 외국 소설상 수상
- ‘Warriors’(가드너 도즈와와 공동편집) 2011년 로커스상 최우수 초판 선집상(初版選集) 수상
- 타임지(Time Magazine)가 선정한 2011년 가장 영향력 있는 인물 100인에 이름 올림.
- 《드래곤과의 춤》 2012년 로커스상 최우수 판타지 소설상 수상
- 《왕좌의 게임》 시즌 1 (10회분) 2012년 휴고상 최우수 장편 드라마 부문 수상 (공동제작총지휘자)
- 2012년 세계 판타지상 공로상 수상